# Авакум Солунски
Авакум (на гръцки: Αββακούμ) е светогорски монах, преподобномъченик от XVII век, почитан като светец от Православната църква.

## Биография
Името на Авакум се споменава в никой синаксар. Известен е от едно вписване в кондиката на Великата Лавра Ω 89, лист 155 от XVII век, според което Авакум е пострадал за вярата на 6 август 1628 година в Солун: „В 1628, месец август 6 пострада преподобният и новомъченик Авакум в големия град Солун, за слава и гордост на православните християни“. От термина „преподобен“ става ясно, че Авакум е бил монах, вероятно светогорски. Името на Авакум влиза за пръв път в агиологията на Софроний Евстатиадис, който издава каталога от ръкописи на Великата Лавра. Частици от мощите на Авакум се пазят в манастира „Рождество Богородично“ в Акарнания.